# Дания на летних Олимпийских играх 1988
Дания принимала участие в Летних Олимпийских играх 1988 года в Сеуле (Корея) в двадцатый раз за свою историю, и завоевала две золотые, одну серебряную и одну бронзовую медали. Сборную страны представляли 78 участников, из которых 21 женщина.

## Золото
- Велоспорт, мужчины — Дан Фрост.
- Парусный спорт, мужчины — Jørgen Bojsen-Møller и Christian Grønborg.

## Серебро
- Плавание, мужчины — Бенни Нильсен.

## Бронза
- Парусный спорт, мужчины — Jesper Bank, Steen Secher и Jan Mathiasen.